# Shane Willis
Shane Willis (né le 13 juin 1977 à Edmonton dans la province d'Alberta au Canada) est un joueur professionnel canadien de hockey sur glace. Il évoluait au poste d'ailier droit.

## Biographie
Après avoir complété sa première saison chez les juniors dans la Ligue de hockey de l'Ouest avec les Raiders de Prince Albert, il est sélectionné par le Lightning de Tampa Bay au 56e rang, troisième tour du repêchage d'entre de 1995 dans la Ligue nationale de hockey. Il ne s'entend cependant pas sur un contrat avec le Lightning et est de nouveau admissible au repêchage deux ans plus tard : les Hurricanes de la Caroline lors du quatrième tour de la sélection au 88e rang.
Lors de sa carrière junior, il passe des Raiders aux Hurricanes de Lethbridge en 1996-1997. Il participe avec l'équipe du Canada au championnat du monde junior de 1997, tournoi où il remporte la médaille d'or.
Il entame sa première saison professionnelle en 1998-1999 dans la Ligue américaine de hockey avec le Beast de New Haven, équipe affiliée aux Hurricanes. Avec 81 points, dont 31 buts, il reçoit le trophée Dudley-« Red »-Garrett remis à la meilleure recrue de la LAH. Lors de cette même saison, il a été rappelé par les Hurricanes pour y faire ses débuts dans la LNH, jouant sept parties.
C'est lors de la saison 2000-2001 qu'il reçoit un poste permanent avec les Hurricanes. Il marque 20 buts et 44 points en 73 parties et est nommé dans l'équipe d'étoiles des recrues de la LNH. Il ne termine pas la saison 2001-2002 avec les Hurricanes, étant échangé au Lightning de Tampa Bay avec Chris Dingman contre Kevin Weekes.
Il joue les saisons suivantes avec les clubs-écoles du Lightning, les Falcons de Springfield et les Bears de Hershey. En 2005, il part en Europe où il joue pour le Linköpings HC en Suède puis le HC Davos en Suisse.
Il retourne avec les Hurricanes en 2006 après avoir signé un contrat avec l'équipe mais passe plutôt la saison dans la LAH avec les River Rats d'Albany, saison où il récolte 43 points en autant de matchs. Il signe en 2007 avec les Predators de Nashville mais ne joue qu'une seule partie de la saison avec les Admirals de Milwaukee en raison d'une blessure au cou. En 2008-2009, après une partie avec les Nailers de Wheeling de l'ECHL, il rejoint les Falcons de Springfield, avec lesquels il joue sa dernière saison professionnelle.

## Statistiques

### En club
| Saison     | Équipe                    | Ligue      |     | Saison régulière | Saison régulière | Saison régulière | Saison régulière | Saison régulière |    | Séries éliminatoires | Séries éliminatoires | Séries éliminatoires | Séries éliminatoires | Séries éliminatoires |
| Saison     | Équipe                    | Ligue      | PJ  | B                | A                | Pts              | Pun              | PJ               | B  | A                    | Pts                  | Pun                  |                      |                      |
| 1994-1995  | Raiders de Prince Albert  | LHOu       | 65  | 24               | 19               | 43               | 38               | 13               | 3  | 4                    | 7                    | 6                    |                      |                      |
| 1995-1996  | Raiders de Prince Albert  | LHOu       | 69  | 41               | 40               | 81               | 47               | 18               | 11 | 10                   | 21                   | 18                   |                      |                      |
| 1996-1997  | Raiders de Prince Albert  | LHOu       | 41  | 34               | 22               | 56               | 63               | -                | -  | -                    | -                    | -                    |                      |                      |
| 1996-1997  | Hurricanes de Lethbridge  | LHOu       | 26  | 22               | 17               | 39               | 24               | 19               | 13 | 11                   | 24                   | 20                   |                      |                      |
| 1997-1998  | Hurricanes de Lethbridge  | LHOu       | 64  | 58               | 54               | 112              | 73               | 4                | 2  | 3                    | 5                    | 6                    |                      |                      |
| 1997-1998  | Beast de New Haven        | LAH        | 1   | 0                | 1                | 1                | 2                | -                | -  | -                    | -                    | -                    |                      |                      |
| 1998-1999  | Beast de New Haven        | LAH        | 73  | 31               | 50               | 81               | 49               | -                | -  | -                    | -                    | -                    |                      |                      |
| 1998-1999  | Hurricanes de la Caroline | LNH        | 7   | 0                | 0                | 0                | 0                | -                | -  | -                    | -                    | -                    |                      |                      |
| 1999-2000  | Cyclones de Cincinnati    | LIH        | 80  | 35               | 25               | 60               | 64               | 11               | 5  | 3                    | 8                    | 8                    |                      |                      |
| 1999-2000  | Hurricanes de la Caroline | LNH        | 2   | 0                | 0                | 0                | 0                | -                | -  | -                    | -                    | -                    |                      |                      |
| 2000-2001  | Hurricanes de la Caroline | LNH        | 73  | 20               | 24               | 44               | 45               | 2                | 0  | 0                    | 0                    | 0                    |                      |                      |
| 2001-2002  | Hurricanes de la Caroline | LNH        | 59  | 7                | 10               | 17               | 24               | -                | -  | -                    | -                    | -                    |                      |                      |
| 2001-2002  | Lightning de Tampa Bay    | LNH        | 21  | 4                | 3                | 7                | 6                | -                | -  | -                    | -                    | -                    |                      |                      |
| 2002-2003  | Falcons de Springfield    | LAH        | 56  | 16               | 16               | 32               | 26               | 6                | 4  | 2                    | 6                    | 4                    |                      |                      |
| 2003-2004  | Bears de Hershey          | LAH        | 55  | 27               | 21               | 48               | 71               | -                | -  | -                    | -                    | -                    |                      |                      |
| 2003-2004  | Lightning de Tampa Bay    | LNH        | 12  | 0                | 6                | 6                | 2                | -                | -  | -                    | -                    | -                    |                      |                      |
| 2004-2005  | Falcons de Springfield    | LAH        | 58  | 18               | 16               | 34               | 29               | -                | -  | -                    | -                    | -                    |                      |                      |
| 2005-2006  | Linköpings HC             | Elitserien | 32  | 5                | 15               | 20               | 47               | -                | -  | -                    | -                    | -                    |                      |                      |
| 2005-2006  | HC Davos                  | LNA        | 6   | 0                | 1                | 1                | 4                | 13               | 6  | 5                    | 11                   | 10                   |                      |                      |
| 2006-2007  | River Rats d'Albany       | LAH        | 43  | 20               | 23               | 43               | 23               | 5                | 3  | 1                    | 4                    | 0                    |                      |                      |
| 2007-2008  | Admirals de Milwaukee     | LAH        | 1   | 0                | 0                | 0                | 0                | -                | -  | -                    | -                    | -                    |                      |                      |
| 2008-2009  | Nailers de Wheeling       | ECHL       | 1   | 0                | 1                | 1                | 0                | -                | -  | -                    | -                    | -                    |                      |                      |
| 2008-2009  | Falcons de Springfield    | LAH        | 32  | 5                | 10               | 15               | 8                | -                | -  | -                    | -                    | -                    |                      |                      |
| Totaux LNH | Totaux LNH                | Totaux LNH | 174 | 31               | 43               | 74               | 77               | 2                | 0  | 0                    | 0                    | 0                    |                      |                      |

### En équipe nationale
| Année | Compétition                 |   | PJ | B | A | Pts | Pun           |  | Résultat |
| 1997  | Championnat du monde junior | 7 | 0  | 0 | 0 | 0   | Médaille d'or |  |          |

## Trophées et honneurs personnels
- 1994-1995 : nommé dans l'équipe d'étoiles des recrues de la Ligue canadienne de hockey.
- 1996-1997 : nommé dans la première équipe d'étoiles de l'association de l'Est de la LHOu.
- 1997-1998 : nommé dans la première équipe d'étoiles de l'association de l'Est de la LHOu.
- 1998-1999 : 
  - participe au Match des étoiles de la LAH.
  - nommé dans la première équipe d'étoiles de la LAH.
  - nommé dans l'équipe d'étoiles des recrues de la LAH.
  - remporte le trophée Dudley-« Red »-Garrett de la meilleure recrue de la LAH.
- 2000-2001 : nommé dans l'équipe d'étoiles des recrues de la LNH.